# Rociu
Rociu é uma comuna romena localizada no distrito de Argeş, na região de Muntênia. A comuna possui uma área de 79.23 km² e sua população era de 2693 habitantes segundo o censo de 2007.